# 鷹ノ巣城 (備中国)
鷹ノ巣城（たかのすじょう）は、岡山県岡山市北区新庄上・新庄下にあった日本の城。鷹巣城とも書く。

## 概要
笹ヶ瀬川の支流・足守川右岸の標高227メートルの江田山（鷹巣山）に位置し、西側は総社市との境、南東側は倉敷市との境となる。北側山麓には造山古墳や千足古墳などがある。2つの曲輪で構成され、土塁や堀切が残る。
『日本城郭大系』では、天正10年（1582年）の 羽柴秀吉による備中高松城の戦いの際に小早川隆景が陣を構えた地とされ、石垣（石積み）が残るが、これらの石垣（石積み）は築城とは無関係との指摘もある。
『陰徳太平記』など近世の軍記物によれば、小早川隆景が布陣したのは鷹ノ巣城の南東600メートルにある日差山（ひさしやま）の日差山城とされるが、鷹ノ巣城とは稜線によって地続きで眺望も良いため、鷹ノ巣城についても高松城の戦いと関わりがあると考えられている。
なお『日本城郭大系』には「元・県指定史跡」とあるが、指定が解除された経緯等については記載されていない。